# Cumaral
Cumaral est une municipalité (municipio) colombienne du département de Meta.
Le chef-lieu de la municipalité de Cumaral porte le même nom et se trouve à l’altitude moyenne de 452 mètres.
Cumaral est située dans la partie nord du département du Meta, à 20 kilomètres par la route de la capitale du département, Villavicencio.
Comme la plupart des municipalités de Colombie, Cumaral s’est dotée de trois symboles modernes : son hymne, son blason et son drapeau (voir ci-contre).

## Toponymie
L’établissement porta d’abord le nom de Boca de Monte. Plus tard, il reçut le nom de Cumaral, en référence à l’abondance des palmiers de Cumare en ces lieux.

## Histoire
Cumaral fut fondée en 1901, à l’emplacement connu sous le nom de Laguna Brava ou Laguna del Pueblo. À la suite d’une épidémie qui fit quasiment disparaître toute la population, le village fut transféré au lieu-dit Tierra Alta (« Terre Haute ») en 1917.
Cumaral fut d’abord un groupe de bâtiments qui servait d’hébergement aux éleveurs itinérants qui se rendaient de Medina à Villavicencio.
Parmi les premiers fondateurs se trouvaient le général Adelino Rosas et Manuel Saavedra Hernández qui donnèrent les terrains où furent construites les premières maisons et tracées les premières rues, qui font aujourd’hui partie du patrimoine local.
D'autres personnes citées dans les chroniques locales ont participé à cette édification originelle : Eustorgio Pinzón Hernández, Próspero Rojas, José Varela Espinosa…
Le premier régisseur fut Marco Antonio Machado ; le premier maire fut Alberto Lalinde et le premier président du conseil fut Ricardo Leal.
D'autres contributeurs au développement de Cumaral furent : Raúl de Oliveira, Santos Leal, Jorge Herrera Escandón, Jesús Lozano, Hernán Braidy, ainsi que les maires exemplaires[non neutre] Sofía Poveda de Gómez et Darío Gómez.
En 1955, Cumaral est élevé au rang de municipalité par l’ordonnance no 2543 du 3 juin.
En 1975 est lancé un concours pour doter Cumaral d’un hymne, d’un drapeau et d’un blason. C’est l’ingénieur Civil Miguel Gallardo alias El Chileno qui remporta ce concours.
L’auteur des paroles de l’hymne est Santos Eduardo Leal Rey ; le compositeur de la musique de l’hymne est Dario Robayo Sanabria.

## Géographie

### Limites
- Nord : département de Cundinamarca et municipalité de San Juanito (département de Meta)
- Ouest : municipalité de Restrepo
- Sud : municipalité de Restrepo
- Est : municipalités de Puerto López et Cabuyaro

#### Hydrographie
La municipalité est traversée par les rivières (ríos) suivantes :
- río Guacavia ;
- río Guatiquía ;
- río Caney ;
- río Humea ;
- río La Salina.

La municipalité est également arrosée ou drainée par les canaux (caños) suivants :
- Caño Caibe ;
- Caño Pecuca ;
- Caño Mayuga.

### Voies d’accès
Les cours d’eau de la municipalité ne sont pas navigables.
Par contre, une importante voie routière, la Marginal de la Selva, axe de liaison entre la capitale du pays, Bogota, et le Venezuela, traverse la municipalité de Cumaral.

### Climat
La température moyenne est de 21 °C environ.

## Économie
Cumaral abrite plusieurs entreprises industrielles, souvent dans le secteur agroalimentaire, favorisées par la liaison routière internationale Marginal de la Selva et par la relative proximité de Bogota.
Beaucoup d’emplois sont notamment créés par la culture puis la transformation du palmier à huile.
L’élevage et le Centre de production laitière de Cumaral (Centro de Acopio Lechero de Cumaral) sont également des éléments notables de l’économie locale, misant sur le développement des produits laitiers.
Enfin, la pisciculture et la culture des agrumes viennent compléter le panel des activités économiques locales.

## Informations externes
(es) Site officiel
1. ↑  (es) Censo 2005 — Cumaral[PDF], DANE
2. ↑  Hymne de Cumaral.
3. 1 2  Drapeau et blason de Cumaral.